# Rio Cabril (Tâmega)
O rio Cabril é um rio português afluente da margem esquerda do rio Tâmega, este rio por sua vez é afluente da margem direita do rio Douro.

O Cabril nasce perto de Bilhó, passa por Vilar de Ferreiros e desagua no rio Tâmega junto do município de Mondim de Basto, após um percurso de cerca de 14 quilómetros, sendo também neste concelho que se situa a maior parte da sua bacia hidrográfica.

O ribeiro da Ribeira Velha e o rio Cabrão são seus afluentes, respectivamente nas margens direita e esquerda.